# خاندوکر واسم اقبال
خاندوکر واسم اقبال (بنگالی: খন্দকার ওয়াসিম ইকবাল؛ زادهٔ ۲۱ نوامبر ۱۹۶۱) بازیکن سابق و مربی فوتبال اهل بنگلادش است.
وی همچنین در تیم‌های ملی فوتبال زیر ۲۰ سال بنگلادش و بنگلادش بازی کرده است.
وی در مسابقات کشوری و بین‌المللی در مجموع برندهٔ ۲ مدال نقره شده است.